# Johannes Hass (Chronist)

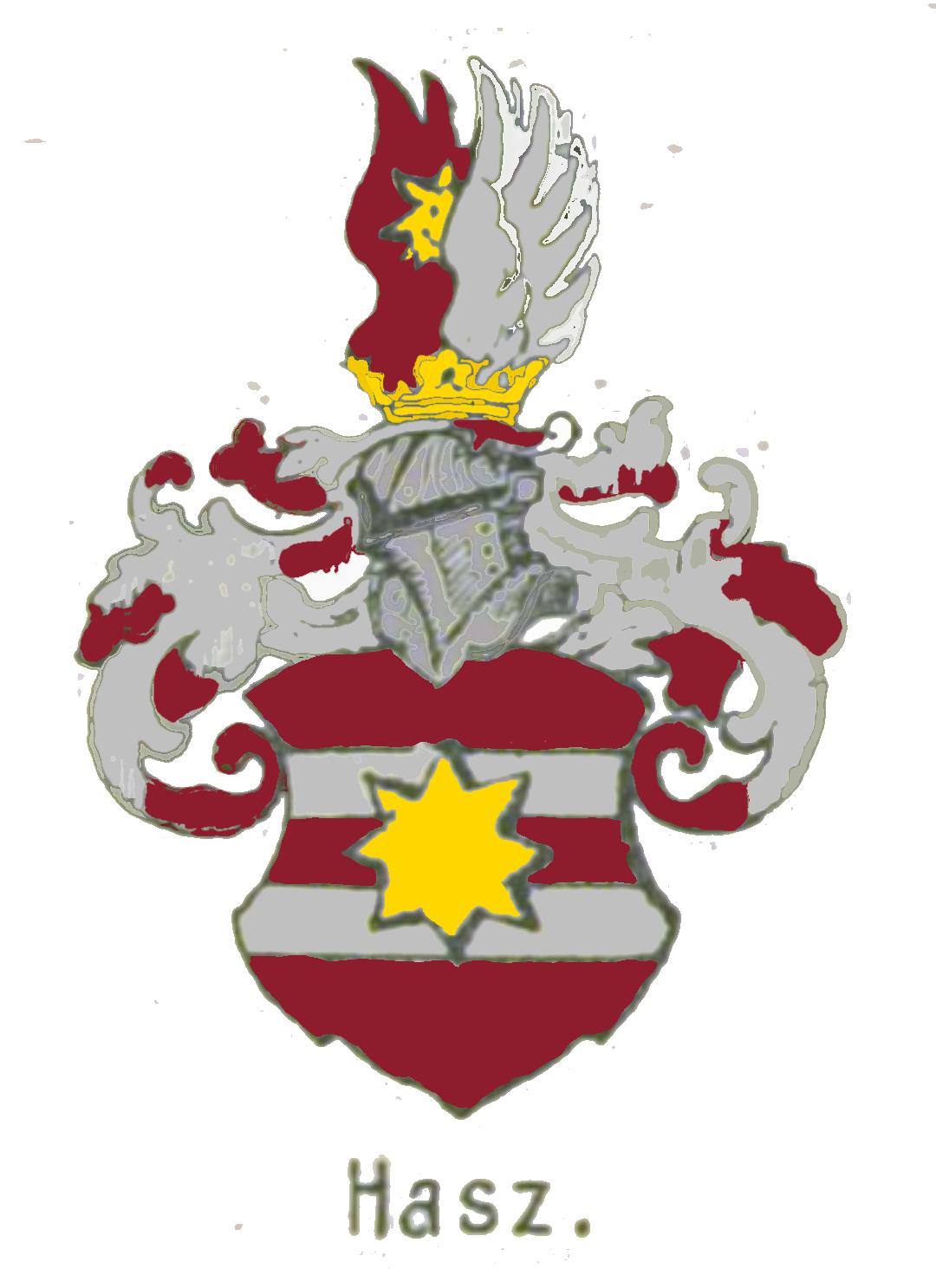
Das Wappen des Johannes Hass aus seiner Adelung am 2. Oktober 1536 durch Karl V. aus Genua. Nicht-farbige Vorlage bei P. Fritsch eingefärbt nach der Beschreibung in Siebmacher’s Wappenbuch

Johannes Hass (* zwischen 1473 und 1476 in Greiz; † 3. April oder 15. April 1544 in Görlitz; auch Johannes Hasse, Johannes Has(s)z, Johannes Haß) war ein bedeutender Stadtchronist und mehrmaliger Bürgermeister von Görlitz. 1536 wurde er von Kaiser Karl V. gemeinsam mit Franz Schneider geadelt.

## Leben
Haß stammte aus einer Handwerkerfamilie aus Greiz im Vogtland. Nach einigen Stationen in seiner Schullaufbahn besuchte er ab Ostern 1491 die damals international bekannte Stadtschule (Augustum) in Görlitz. Michaelis 1493 begann er an der philosophischen Fakultät in Leipzig wohl ein Studium, das er mit dem Baccalaureat abschloss.
Nach langjähriger Berufserfahrung als Lehrer in Zittau und Zwickau, wobei er in Zwickau auch Rektor war, fügte er 1505 ein Magisterium hinzu. Er wurde Lehrer in Naumburg, wahrscheinlich an der Domschule und schon im April 1509 Stadtschreiber in Görlitz, wobei er mehr verdiente. Seit diesem Jahr bewohnte er für die nächsten zehn Jahre einen Teil des Rathauses, nämlich Untermarkt 7.
Sein Amt in Görlitz, der „hervorragendsten“ Stadt des Sechsstädtebundes und einer der angesehensten Stadtgemeinden des östlichen Deutschlands, war das einzige ohne Zeitbegrenzung und verschaffte ihm sehr großen Einfluss auf das Finanz- und Gerichtswesen der Gemeinde sowie die Führung ihrer auswärtigen Geschäfte. Diese Zeit war geprägt von Kämpfen des Sechsstädtebundes mit dem Adel einerseits um Ausdehnung der Gerichtsbarkeit und andererseits um den Fortbestand des Gewerbemonopols, das der Adel zu durchbrechen versuchte. Auf einigen Land- und Städtetagen und Sendungen an den böhmischen Königshof verteidigte er das Recht der Stadt. Zur Aufhebung des Kuttenberger Spruchs am 17. September 1515 bei schwierigen Verhandlungen trug er einen Teil bei.
Später heiratete er Barbara, die Tochter des wohlhabenden Hans Krapff aus Breslau. Sie verstarb früh am 9. Januar 1523. Gemeinsam hatten sie acht Kinder.
Zum Problem wurden für Görlitz die silbernen Görlitzer Pfennige, die ein verbreitetes Zahlungsmittel gewesen waren, aber zeitweise nachlässig und übermäßig geprägt wurden. Infolgedessen verboten Böhmen, Mähren, Meißen und die Mehrzahl der schlesischen Städte das Görlitzer Zahlungsmittel im Jahr 1515. Die Wirtschaft der Oberlausitz und somit auch Görlitz litt schwer, woraufhin Johannes Hass versuchte, die geschädigten Bundesstädte und den Adel zu begütern, während einige seiner Verhandlungen zur Überwindung der Krise scheiterten. Die wirtschaftliche Unzufriedenheit, insbesondere der Tuchmacher, erzeugte viele für die Reformationszeit typische kirchliche und politische Verbindungen. Eine Seuche in Görlitz im Jahr 1521 verschlechterte den guten Glauben der Bürger zusätzlich und verschaffte den Predigten des lutherisch gesinnten Pfarrers Franz Rothbart Aufschub. Hass setzte Ostern 1523 dessen Entlassung durch, der Rat allerdings berief ihn genau zwei Jahre später wieder zurück ins Amt. Dieser Vorgang trieb die Reformation weiter voran und hätte fast zum Umsturzversuch der städtischen Verfassung geführt. Ein Brand am 12. Juni 1525 stoppte die Bewegung kurz. Unter Alexander Bolze bildete sich heftiger Widerstand, woraufhin einige führende Bürger in dieser Sache verhaftet wurden. Eine Verschwörung zur gewaltsamen Befreiung der Inhaftierten wurde von Johannes Hass aufgedeckt und im September 1527 auch blutig unterdrückt.
Zwischenzeitlich war er am 24. Februar 1527 noch Anwesender in Prag bei der Krönung des böhmischen Königs Ferdinand I. aus dem Hause Habsburg und wirkte bei der Bewilligung der Türkensteuer von 1529 und 1532 mit.
1534 ritt Johannes Hass mit Paul Schneider und Georg Rösler nach Dresden, nachdem sich Hass’ Landesherren Herzog Georg und Heinrich von Sachsen über die Begnadigung des Viehhändlers Jakob Köhler beschwert hatten, der nach einem Mordvorwurf gegen ihn und sieben peinlichen Befragungen mangels Beweisen freigelassen werden musste. Schließlich wurde den Landesherren zu ihrer Zufriedenstellung Schmerzensgeld aus Görlitz gezahlt.
Johannes Hass wurde zum ersten Mal Egidi 1535 zum Bürgermeister bestimmt und wiederholte sein Amt in den Jahren 1539 und 1543. Durch das zu der Zeit hohe Ansehen des Bürgermeisteramtes gelangte er zu noch mehr Geltung, auch wenn er schon im ersten Jahr als Bürgermeister von seinen zahlreichen, oft im Winter stattgefundenen Reisen geschwächt war. Er litt häufig an Podagra, sein Haar ergraute, da war er noch keine sechzig.
Am 6. Januar 1544 zog er gemeinsam mit Franz Lindner und Schwiegersohn Peter Skorler nach Prag zu König Ferdinand wegen „schwierigen und wichtigen Verhandlungen“. Aufgrund der Kälte auf dieser Reise erkrankte er an Podagra und erholte sich bis zu seinem Tod im April 1544 nicht mehr davon.
Johannes Hass schrieb die „Görlitzer Rathsannalen“ in drei Bänden über die Geschehnisse der Stadt Görlitz von 1509 bis 1542. Niedergeschrieben hat er sie im gleichen Zeitraum, mit einer Pause von 1521 bis 1534, in einfacher, neuhochdeutsch geprägter Sprache, wenn auch teilweise altertümlich und mit vielen Provinzialismen. Sie stellen die „wichtigste Quelle zur Geschichte der Stadt Görlitz“ im Reformationszeitalter dar, darin inbegriffen ihre Politik und Beziehungen zu den Nachbarstädten, Oberlausitz, Böhmen und Habsburg.

## Kinder
Johannes Hass’ Kinder mit seiner Frau Barbara hießen Johannes, Barbara, Katharina (⚭ Peter Skorler), Adelheid (⚭ George Schmidt), Helena (⚭ Wolfgang Berndt), Agathe (⚭ Hieronymus Cunrad), Valentin (⚭ Martha Emmerich) und George. Johannes verstarb Anfang 1522 in Friedeberg am Queis, wie auch Barbara jung. Auch George ist möglicherweise sehr jung verstorben, da er ohne weitere Bemerkung genannt ist. Katharina, Adelheid und Helena wurden 1525 im Kloster Liebenthal bei Greifenberg erzogen. Agathe und Valentin waren dafür noch zu jung. Valentin wurde wie sein Vater Bürgermeister.

## Werk
Theodor Neumann (Hrsg.): Johannes Hasse – Bürgermeister zu Goerlitz – Goerlitzer Ratsannalen. Görlitz 1852 und 1870.
- Bände 1 und 2 (1509–1520); archive.org
- Band 3 (1521–1542); books.google.de